# Liste des routes nationales de l'Algérie

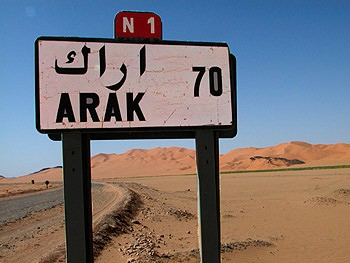
Plaque d'indication kilométrique sur la RN1

Les routes nationales sont, en Algérie, des voies importantes ou qui relient de grandes agglomérations en traversant plusieurs wilayas d'Algérie.
Elles sont utilisables par tout type de véhicules en interconnexion avec le réseau des chemins wilayaux de l'Algérie. Certaines sont des voies express en 2x2.

## Critères
Le classement d'une voie de communication en route nationale est décidée par décret sur rapport du ministre des Travaux Publics, après avis des collectivités locales concernées et la commission interministérielle chargée du classement et déclassement. La route proposée doit satisfaire un des critères suivants, :
- supporter un trafic moyen tout au long de l'année supérieur ou égal à 1 500 véhicules par jour ou 450 véhicules poids lourds par jour ;
- relier deux chefs lieux de wilaya ;
- être revêtu sur une largeur de 7 mètres au moins.

## Nomenclature
L'Algérie compte 29 280 km de routes nationales. Elles sont numérotées de 1 à 111 à la date du dernier classement au 30 janvier 2011. Plusieurs d'entre elles sont en cours de dédoublement, le réseau de routes à double voie en 2018 a atteint 7 000 km.

## Historique
- 1838 : 69,6 km[6]
- 1839 : 323 km
- 1846 : 479 km
- 1848 : 1 162,3 km
- 1859 : 1 650,3 km
- 1869 : 1 763 km
- 1864 : 5 routes nationales
- 1875 : 1 770,4 km
- 1878 : 1 778 km
- 1879 : 10 routes nationales, 1 765 km
- 1881 : 10 routes nationales, 2 924 km
- 1884 : 10 routes nationales, 2 940,7 km
- 1889 : 10 routes nationales, 2 930,2 km
- 1906 : 10 routes nationales, 2 994 km
- 1916 : 16 routes nationales, 4 238 km[7]
- 1929 : 28 routes nationales, 5 083 km[8]
- 1933 : 31 routes nationales, 5 783 km
- 1935 : 32 routes nationales, 6 740 km
- 1948 : 39 routes nationales, 8 010 km
- 1999 : 99 routes nationales, 25 500 km
- 2010 : 106 routes nationales, 28 655 km
- 2011 : 111 routes nationales, 29 280 km
- 2018 : 116 routes nationales, 30 166 km
- 2023 : 121 routes nationales, 31 053 km

## Liste de routes nationales

### Routes nationales 1 à 25
| Numéro                         | Date   | Longueur | Parcours |
| ------------------------------ | ------ | -------- | --- |
| N1 (La transsaharienne)        | 1964   | 2 336 km | Alger - Blida - Médéa - Djelfa - Laghouat - Ghardaïa - El Meniaa - In Salah - Tamanrasset - In Guezzam |
| N1A                            | 1999   | 130km    | N1 au niveau du Rocher de Sel - El Guedid - El Idrissia - Sidi Bouzid - Aflou |
| N1B                            | 2011   | 416km    | El Idrissia - Douis - Messaad - Guettara - Dzioua - Touggourt |
| N2 (La route des Zianides)     | 1864   | 147km    | Mers El Kebir - Oran - Aïn Témouchent - Tlemcen |
| N2A                            |        | 10km     | Oran - Es-Senia |
| N3 (La route du Tassili)       | 1964   | 2 120 km | Skikda - El Harrouch - Aïn Bouziane - Zighoud Youcef - Didouche Mourad - Hamma Bouziane - Constantine - El Khroub - Ouled Rahmoune - Aïn M'lila - Batna - Biskra - El M'Ghair - Touggourt - Hassi Messaoud - In Amenas - Illizi - Djanet |
| N3A (ex W475)                  |        | 209km    | Djanet - Tin Alkoum |
| N3AA                           |        | 3km      | Skikda - Stora |
| N3AB                           |        | 28km     | El Harrouch - Azzaba |
| N3B (ex W473)                  |        |          | N3 - Tarat |
| N4 (La route de l'Oranais)     | 1864   | 384 km   | Boufarik - Oued Alleug - Mouzaia - Aïn Defla - Chlef - Oued Rhiou - Relizane - Mohammadia - Sig - Oued Tlelat - Oran |
| N5 (Rocade Sud d'Alger)        | 1864   | 481 km   | Alger - Dar El Beïda - Reghaïa - Boudouaou - Thenia - Lakhdaria - Bouira - Bordj Bou Arreridj - Sétif - El Eulma - Chelghoum Laïd - Oued Athmania - Ain Smara - Constantine                                                              |
| N5A                            |        | 42km     | Teleghma - Oued Athmania - Sidi Khelifa - Aïn Tine |
| N5B                            | 1999   | 3,7km    | Pénétrante de Boumerdès |
| N5D                            |        |          | Hussein Dey - Bir Mourad Raïs Joignant N5 à la N1 |
| N5E                            |        | 4,6km    | Bordj El Kiffan - Dar El Beïda (en partie Bretelle d'autoroute A05E) |
| N6 (La route de la Saoura)     | 1879   | 2 130 km | Sig - Mascara - Saïda - Bougtoub - Mecheria - Naâma - Aïn Sefra - Béchar - Abadla - Adrar - Reggane - Bordj Badji Mokhtar - Timiaouine                                                                                                   |
| N6A                            |        |          | Bougtoub - Kef El Ahmar - El Bayadh |
| N6B                            |        |          | N6 Nord-Ouest Beni Abbes - Taghit - El Bnoud - El Abiodh Sidi Cheikh - Arbaouat - N47 Sud-Ouest Aïn El Orak |
| N6C                            | 2023   | 211km    | N22 au sud de Makman Ben Amer - Forthassa - Sfissifa - N6 au nord de Djeniene Bourezg |
| N7                             | 1879   |          | Relizane - Mascara - Tizi - Aïn Fekan - Sfisef - Sidi-bel-Abbès - Sidi Lahcene - Lamtar - Ouled Mimoun - Tlemcen - Maghnia - Poste frontière algéro-marocain                                                                             |
| N7A (                          | 1940   |          | Marsa Ben M'Hidi - Boukanoun - Bab El Assa - Sidi Boudjenane/Souani - N7 à 2 km Ouest de Maghnia |
| N7AA                           |        |          | Sidi Boudjenane - Souahlia - Ghazaouet |
| N8 (La route des moutons)      | 1879   |          | Alger - Larbaa - Tablat - Bir Ghbalou - Sour El-Ghozlane - Sidi Aïssa - Aïn El Hadjel - Bou Saâda |
| N8B (ex W127)                  |        |          | Bouira - El Hachimia - Sour El-Ghozlane |
| N9                             | 1879   |          | Bejaïa - Tichy - Aokas - Souk El Ténine - Kherrata - Amoucha - Sétif |
| N9A                            |        |          | Aïn Roua - Merouaha |
| N9B                            |        |          | El Ouricia - Aïn El Kebira - N77 au sud de Beni Aziz |
| N10 (La route des Nememcha)    | 1879   |          | Ouled Rahmoune - Sigus - Aïn Fakroun - Oum El Bouaghi - Aïn Beïda - Meskiana - Tebessa - Frontière de la Tunisie |
| N11                            | 1909   | 418km    | Alger - Bou Ismaïl - Tipaza - Cherchell - Gouraya - Damous - Ténès - El Marsa - Sidi Lakhdar - Mostaganem - Marsat El Hadjadj - Bethioua - Gdyel - Bir El Djir - Oran                                                                    |
| N11A(La rocade de mostaghanem) |        | 9.5km    | Mazagran - Mostaganem - Sayada |
| N12 (La route de la Kabylie)   | 1909   |          | Thenia - Si Mustapha - Issers - Bordj Menaiel - Naciria -tadmait - Draâ Ben Khedda- Tizi Ouzou - Azazga - Yakouren - El Kseur - Bejaïa                                                                                                   |
| N12A (ex W225)                 | (2010) | 12km     | Jonction N12 et N72 par Sidi Namane |
| N13 (la route de l'Atlas)      | 1909   |          | Arzew - Oued Tlelat - Zahana - Aïn El Berd - Sidi-bel-Abbès - Telagh - Ras El Ma - El Aricha - Frontière du Maroc |
| N14 (la route de l'Ouarsenis)  | 1909   |          | Miliana - Khemis Miliana - Theniet El Had - Tissemsilt - Tiaret - Frenda - Mascara |
| N15                            | 1909   |          | Oued Aissi - Irdjen - Larbaâ Nath Irathen - Aïn El Hammam - At Bu Yusef - Tirourda- Imechdalen - Chorfa |
| N16 (La route du Souf)         | 1909   | 627km    | Annaba - El Hadjar - Drean - Bouchegouf - Souk Ahras - M'daourouch - El Aouinet - Tebessa - Bir El Ater - El Oued - Touggourt |
| N16A                           |        | 3,2km    | Rocade Souk Ahras entre la N81 et la N16 |
| N16B (ex W20A)                 | 2010   | 7km      | Jonction entre la N82 Taoura et la N16 |
| N17 (La route des thermes)     | 1915   |          | Mostaganem - Aïn-Nouïssy - Mohammadia - Hacine - El Guettana - Bou Hanifia - Sfisef |
| N17A                           | 1995   |          | Bou Hanifia - Mascara - Mamounia - Mohammadia - Fornaka - N11 à l'Est de Marsat El Hadjadj |
| N17AB                          |        |          | Fornaka - El Hassiane - Sirat |
| N17AC                          |        |          | N17AB vers Bouguirat |
| N17C                           |        |          | Sfisef - M'Cid - Tenira - Sidi Ali Benyoub |
| N18 (4e Rocade d'Alger)(ex D8) | 1915   | 160km    | Bouira - Aïn Bessem - Bir Ghbalou - Beni Slimane - Sidi Naamane - Berrouaghia - Djendel - Khemis Miliana |
| N18A                           |        |          | Beni Slimane - Bouskene |
| N18B                           |        |          | N18 - Bouskene - El Hakimia - Djouab - Chellalet El Adhaoura |
| N19                            | 1915   |          | Ténès - Chlef - Tissemsilt |
| N20                            | 1915   |          | Hamimine (El Khroub) - El Khroub - Bounouara (Ouled rahmoune) - lekhelcha (Ain Abid) - Aïn Abid - Oued Zenati - Guelma - Bouchegouf - Souk Ahras (via N16) - Ouled Driss - Aïn Zana - Frontière de la Tunisie                            |
| N20A                           | 2010   | 10km     | Bounoura - Ouled Rahmoune |
| N21                            |        |          | El Hadjar - Aïn Berda - Guelma |
| N22                            |        |          | Béni Saf - Remchi - Hennaya - Tlemcen - Sebdou - El Aricha - N6 au sud de Mecheria |
| N22A                           |        |          | Zenata - N22 au Sud de Remchi |
| N22B                           | 1989   |          | Sebdou - Ouled Mimoun |
| N22C                           | 1999   | 23,5km   | Rocade Nord de Tlemcen joignant la N22 |
| N23                            |        |          | Mostaganem - N4 à l'Ouest de Yellel - N4 jusqu'à Est de Relizane - Zemmoura - Mendes - Rahouia - Tiaret - Sougueur - Aïn Deheb - Aflou - Laghouat                                                                                        |
| N24                            | 1929   |          | Bordj El Kiffan (Alger) - Bordj El Bahri - Aïn Taya - Corso - Boumerdes - Zemmouri - Dellys - Tigzirt - Azzefoun - Bejaïa |
| N24B                           |        | 5km      | Bordj El Kiffan (Alger) - Bab Ezzouar - Oued Smar |
| N25                            |        |          | Tagdemt - Baghlia - Tadmaït - Draâ Ben Khedda - Draâ El Mizan - Aomar - Djebahia - Aïn Bessem - Raouraoua |
| N25A                           | 1993   | 8,48km   | Evittement de Dellys de la N25 à la N24 |

### Routes nationales 26 à 50
| Numéro                           | Date           | Longueur | Parcours |
| -------------------------------- | -------------- | -------- | --- |
| N26 (Route de la Soummam)        | 1929           | 65km     | El Kseur - Sidi-Aïch - Akbou - Tazmalt - Chorfa |
| N26A                             |                |          | Akbou - Chellata - Bouzeguene - Ifigha - Yakouren |
| N27                              |                |          | Constantine - Chéraga - Grarem Gouga - Anouche Ali - Sidi Maarouf - El Milia |
| N28                              |                |          | Aïn Touta - Seggana - Barika - Belaiba - Magra - Rosfa - Salah Bey - Aïn Oulmene - Guellal - Mezloug - Sétif |
| N29                              | 1933           |          | Lakhdaria - Bouderbala - Ouled Ziane - Bouzegza Keddara puis Larbatache - Khemis El-Khechna - Meftah - Larbaa - Bougara - Bouinan - Soumaa - Ouled Yaïch - Blida (la portion entre Bouzegza Keddara et Larbatache a disparu à cause du barrage de Bouzegza Keddara) |
| N29A                             |                |          | Khemis El-Khechna - Ouled Moussa - Boudouaou |
| N30                              | 1933           |          | M'chedallah - Thala N'Tazert - Tassaft Ouguemoun - Beni Yenni - Ouadhia - Tizi N'Tleta - Tazerout - Boghni - Draa El Mizan |
| N30A                             |                |          | N12 au niveau de Oued Aissi - Barrage de Taqsebt - RN30 au Nord-Oued de Ath Yenni |
| N31                              | 1933           |          | Biskra - Chetma - M'Chouneche - Ghassira - Arris - croisement N87 - Tazoult - Batna |
| N32                              |                | 129 km   | Ouled Rechache - El Mahmal - Khenchela - Oum El Bouaghi - Aïn Babouche - N102 sur 3 km N-O - Ksar Sbahi - Bir Bou Haouch - RN80 au Sud de Sedrata |
| N33 (Route de Tikjda)            |                |          | Bouira - Haïzer - Tikjda - N30 |
| N34 (Route de l'Akfadou)         |                |          | Adekar - Mahagga - N12 |
| N35                              |                |          | Maghnia - Hammam Boughrara - Remchi - N22 sur 18 km Nord - Aïn Tolba - Sidi Ben Adda - Aïn Témouchent |
| N35A                             | 2002           | 5,4 km   | Rocade Ouest de Aïn Témouchent joignant la N2 |
| N36 (La route du Sahel algérois) |                | 21,5 km  | El Biar - Ben Aknoun - Dely Ibrahim - Ouled Fayet - Baba Hassen - Douera - Tessala El Merdja |
| N37                              |                |          | Blida - Chréa |
| N38                              |                |          | El Harrach - Gué de Constantine - N1 1 km Nord de Baba Ali |
| RN 39                            |                |          | N'existe pas |
| N40                              |                |          | Dahmouni (Tiaret) - Mahdia - Hamadia - Rechaïga - Hassi Fedoul - Sidi Ladjel - Chahbounia - Boughezoul - Bouti Sayah - Aïn El Hadjel - Sidi Hadjeres - N45 - M'Sila - Ouled Derradj - Berhoum - N28 à 1 km Nord de Magra                                            |
| N40A                             |                |          | Tiaret - Bouchekif - N40 |
| N40B                             | 1999           |          | Sidi Ladjel - Aïn Oussara - Benhar - Birine |
| N41                              |                |          | El Biar - Chevalley - Chéraga - Bouchaoui - Staoueli |
| N42                              |                |          | Chiffa - Mouzaïa - El Affroun - Ahmar El Aïn - Bourkika - Hadjout - Nador |
| N42A                             |                |          | Hadjout - Boumedfaa |
| N43                              |                |          | Souk El Ténine - Ziama Mansouriah - El Aouana - Jijel - Sidi Abdelaziz - El Ancer - El Milia - Bin El Ouiden - Tamalous - Bouchtata - El Hadaiek |
| N44                              |                |          | Skikda - Hamoudi Hamrouche - Azzaba - Aïn Charchar - Berrahal - Annaba - Ben M'Hidi - Sidi Kassi - Bouteldja - El Tarf - Aïn El Assel - El Kala - Souarekh - El Aïoun - Frontière de la Tunisie                                                                     |
| N44AA                            |                |          | Hamrouche Hammoudi (Skikda) - Beni Bechir - Salah Bouchaour |
| N44AB                            |                |          | Rocade de l'Ilot des Chèvres et Pénétrante au Port de Skikda |
| N44AC                            |                |          | Entrée Sud-Est de Ramdane Djamel (Skikda) - El Ghedir |
| N44C                             |                |          | Souarekh - Oum Teboul |
| N45                              |                |          | Bordj Bou Arreridj - El Ach - M'Sila - Chellal - N8 11 km Nord de Bou Saada |
| N46                              |                |          | Biskra - El Hadjeb - Tolga - Foughala - Ech Chaïba - Ouled Slimane - Ben Srour - Oultem - Bou Saada - Slim - Aïn Mouileh - Djelfa - Charef - N1A Nord-Oued El Guedid                                                                                                |
| N46A                             | 1980 puis 1995 | 115 km   | N46 à Bir Naâm (Ech Chaïba) - Doucen - Ouled Djellal - - N3 près d'Oum Touyour |
| N46B                             | 1980 puis 2002 | 73,6 km  | Oumache - Tolga - El Outaya |
| N47                              |                |          | Aflou - Sidi Slimane - Boualem - El Bayadh - Aïn El Orak - Chellala - Assela - Tiout - N6 à 8 km Est Aïn Sefra |
| N48                              |                |          | N3 à Still - Hamraia - Guemar - Taghzout - El Oued |
| N48A (ex W302)                   | 2006           | 72,4 km  | N48 au Nord Sidi Touhami - Djamaa (intégré dans N123) |
| N49                              |                | 230 km   | N3 Nord Hassi Messaoud - Ouargla - Zelfana - N1 Sud Ghardaïa |
| N50                              |                | 1252 km  | N6 Sud-Ouest Abadla - Hammaguir - Oum el Assel - Tindouf - Sidi Abdelli - Chenachène (en) |

### Routes nationales 51 à 75
| Numéro        | Date | Longueur  | Parcours |
| ------------- | ---- | --------- | --- |
| N51           |      | 695 km    | Sebaa - Timmimoun - N1 à 63 km au sud d'El Meniaa - N1 à 40 km au nord d'El Meniaa - Ouargla |
| N51A          |      | 91 km     | Timimoun - N6 |
| N52           |      | 413km     | Reggane - Aoulef - In Ghar - In Salah |
| N53           | 1987 |           | PK 238 de la N53A - Debdeb - N3 à 60 km à l'Est d'Ohanet (In Amenas) |
| N53A          | 1985 | 328 km    | Hassi Messaoud - El Borma |
| N54           |      |           | Hassi Belguebour - Amguid - In Eker |
| N55           |      |           | Bordj El Haouesse - Idles - Harfok - In Amguel |
| N55A          |      |           | N1 au nord de Tamanghasset - Abalessa - Tin Zaouatine |
| N56           |      |           | N3 à 70 km Sud Touggourt - N49 à 11 km Est Ouargla |
| N57           | 2024 | 39,406 km | Aïn Fekan - Oued Taria - N93 à l'Ouest de Beniane |
| N58           | 2024 | 98,790 km | N7 à l'Ouest de Aïn Fras - Doui Thabet - N92 - Sidi Embarek - Moulay Larbi - N6 |
| N59           |      |           | Remplacée par N6B |
| N60           |      |           | Theniet El Had - Bordj El Emir Abdelkader - Derrag - Ouled Hellal - Ouled Antar - Boghar - Ksar El Boukhari - Medjeber - Seghouane - Tlatet Eddouar - Aïn Boucif - Kef Lakhdar - Chellalet El Adhaoura - Cheniguel - Sidi Aïssa - Hammam Dhalaa - M'Sila |
| N60A          |      |           | Hammam Dhalaa - El M'hir |
| N61           |      |           | Oued Smar - Les Eucalyptus - Sidi Moussa - Chebli - Boufarik |
| N62           |      | 123,7 km  | Hannacha - Berrouaghia - Ouled Deide - Souagui - Djouab - Dechmia - Sour El-Ghozlane |
| N63           |      |           | Aïn Naâdja (Gué de Constantine) - Birkhadem - Saoula - Khraïcia - Douéra - Rahmania - Mahelma - Zéralda - Sables d'Or |
| N64           |      |           | Bougara - Baata - El Omaria |
| N64A          | 2007 | 24,5 km   | El Omaria - N1 à Benchicao |
| N64B          | 2007 | 10 km     | El Omaria - Sidi Naamane |
| N64C          | 2007 | 26,2 km   | N8 Deux Bassins - Aissaouia - N64 entre Bougara et Baata |
| N65           |      |           | Theniet El Had - El Hassania - Zeddine - Bouabida - N4 jusqu'à 1 km Est El Attaf - El Abadia - Tacheta Zougagha - Beni Haoua |
| N66           |      |           | N11 à 2 km Nord Sidi Amar - Barrage de Boukerdane - Aïn N'Sour - Miliana -khemis Miliana (du Miliana au K-Miliana N4B) |
| N67           |      |           | Tessala El Merdja - Douar Mouloud - 2 km Sud Koléa - Attatba - Sidi Rached - Hadjout |
| N68           |      |           | Draâ El Mizan - Boufhaima - Tizi Gheniff - Chabet El Ameur - Isser - Legata - Djinet |
| N69           |      |           | Bou Ismaïl - Koléa - Ouled El Alleug - Blida |
| N69A          |      |           | Berbessa - Chaiba - Bou Ismaïl |
| N70           |      |           | Barika - M'Doukel - Zarzour - Ben Srour - Mohamed Boudiaf - Sidi M'Hamed - Aïn El Melh - Bir Foda - Slim |
| N71 (ex W17)  |      | 193 km    | Azazga - Tagounits - Koukou - Tafrawt - Ait Hichem - Aït Yahia - Aïn El Hammam - Waghzen - Tililit - N30 au Nord de Tassaft Ouguemoun - Iboudraren. |
| N72 (ex W124) |      |           | Tigzirt - Kelaa - Tifileout - Makouda - Tinekachine - Tizi Ouzou |
| N73 (ex W1)   |      |           | N24 à 7 km Ouest d'Azzefoun - Issoumaten - Ighil Mahani - Taguercift - Freha |
| N74           |      |           | N26 à Takrizt - Seddouk - Trouna - Beni Maouche - Beni Ourtilane - N76 à 5 km Nord Hammam Guergour |
| N75           |      |           | Bejaïa - Amizour - Barbacha - Bouandas - Aïn Roua - Aïn Abessa - Sétif - Guijel - Tella - Hammam Sokhna - Aïn Djasser - Aéroport de Batna - N3 à 26 km au nord de Batna                                                                                  |

### Routes nationales 76 à 100
| Numéro         | Date           | Longueur  | Parcours |
| -------------- | -------------- | --------- | --- |
| N76            |                |           | Bordj Bou Arreridj - Hasnaoua - Bordj Zemoura - Guenzet - Hammam Guergour |
| N77            |                |           | Jijel - Kaous - Texenna - Djimla - Aïn Sebt - Beni Aziz - El Eulma - Tella - Merouana - Batna |
| N77A           |                |           | Tamentout - Ferdjioua - El Eulma |
| N78            |                |           | Guellal - Bir Haddada - Aïn Azal - Guigba - Ras El Aïoun - N'Gaous - Boumagueur - Barika - Bitam - N3 au niveau du Barrage Fontaine des Gazelles sur 142 km                                                                             |
| N79            |                |           | Ferdjioua - Oued Endja - Zeghaïa - Mila - Aïn Tine - Ibn Ziad - Cheraka (Constantine) - Constantine - Zouaghi (Ain Smara) - Ali Mendjeli (El-Khroub) - Guettar el Aich (El-Khroub) - N3                                                 |
| N79A           |                |           | Mila - Grarem Gouga |
| N80            |                |           | Aïn Charchar (Skikda) - Bekkouche Lakhdar - Bouati Mahmoud - Guelma - Khezarra - Bouhachana - Aïn Sandel - Sedrata - Berriche - Aïn Beïda - Khenchela - Babar                                                                           |
| N80A           |                |           | Heliopolis (N21) - Ferdjoudj (N80) |
| N81            |                | 146 km    | Oued Zenati - Aïn Makhlouf - Aïn Soltane - Sedrata - Ragouba - Tiffech - Souk Ahras - Ouillen - Merahna - Heddada |
| N81A           | 1999           |           | Ragouba - M'daourouch |
| N81B (ex W19A) | 2010           | 44 km     | Souk Ahras - Khemissa - Sedrata |
| N81C           |                |           | Evitement de Sedrata |
| N82            |                |           | El Tarf - Zitouna - Aïn Kerma - Bouhadjar - Ouled Driss - Souk Ahras - Ouillen (via N81) - Taoura - Ouenza - El Meridj - Aïn Zerga - Tebessa                                                                                            |
| N82A           |                |           | El Meridj - Morsott |
| N83            |                |           | Biskra - Sidi Okba - Aïn Naga - Zeribet El Oued - Khanguet Sidi Nadir - Djellal - Chechar - Babar - Ouled Rechache - Cheria - Hammamet (Tebessa) - N16 (Nord-Ouest de Tebessa)                                                          |
| N84            | 2006           | 68,750 km | N44 à l'Ouest de Berrahal - Eulma - Cheurfa - Drean - Besbes - Zerizer - Ben M'Hidi - N84A à l'Est d'Echatt |
| N84A (ex W109) | 2006           | 60,5 km   | El Kala - Echatt - Aéroport d'Annaba |
| N85            |                |           | Collo - Kerkera - Tamalous - N43 jusqu'à 6 km au sud de Tamalous - 1 km à l'Ouest de Sidi Mezghiche - N3 à Aïn Bouziane |
| N86            |                |           | Djerma (Batna) - Seriana - Oued El Ma - Merouana - Ras El Aïoun |
| N87            | 1980           |           | Chemora - Timgad - Oued Taga - Baiou - Baali - Tletz - Teniet El Abed - Chir - Menaa - Djemorah - Branis - N3 au nord de Biskra |
| N88            |                | 210 km    | N31 à l'Est de Tazoult - Timgad - Ouled Fadel - Taouzianat - Kaïs - Khenchela - Aïn Touila - Meskiana - El Aouinet - Ouenza |
| N88A           | 2010           |           | Rocade Khenchela entre N80 et N88 sur 11,2 km |
| N89            |                |           | Messaad - Faïdh El Botma - Aïn Errich - Aïn El Melh - Djebel Messaad - El Hamel - N8 au Nord-Ouest de Bou Saada via N46 - Sidi Ameur - Aïn Feka - Had Shari - Birine                                                                    |
| N89A           | 2006           | 39 km     | Had Shari - N1 à S'Gaïa au Nord de Hassi Bahbah |
| N90            |                |           | Mostaganem - Kheireddine - Aïn Tedles - Sidi Ali - Tazgait - Mediouna - Sidi M'hamed Ben Ali - Oued Rhiou - Ammi Moussa - Aïn Tarek - Had Echkalla - Sidi Ali Mellal - Oued Lilli - Tiaret - Medrissa - Sidi Abderrahmane - Aïn Skhouna |
| N90A           |                |           | Mostaganem - Oued El Kheir - Sidi Khettab - N4 à l'Ouest d'H'Madna |
| N90B           |                |           | Sidi Ali - Hadjadj - Abdelmalek Ramdane |
| N91            | 1980           | 79 km     | N14 à 2 km Ouest de Maoussa (Mascara) - Tighenif - Sidi Abdeldjebar - Oued El Abtal - Djillali Ben Amar - Rahouia |
| N92            | 1980           | 173,7 km  | Tilmouni - Belarbi - Oued Sefioun - Youb - Saïda - El Hassasna - Maamora - Aïn Skhouna |
| N93            | 1980           | 60 km     | N6 à 3 km Sud de Froha - Ghriss - Beniane - Aïn Soltane - Hammam Rabbi |
| N94            | 1980           | 154 km    | N14 à 2 km Ouest de Takhemaret - Ouled Brahim - Saïda - N92 sur 25 km Ouest - Merine - Telagh - Mezaourou - Moulay Slissen - Ain Tellout                                                                                                |
| N95            | 1980           | 258 km    | El Biod - Ras El Ma - Oued Sebaa - El Haçaiba - Moulay Slissen - Sidi Ali Benyoub - Tabia - Boukhanifis - Sidi Bel Abbes - Tessala - Hammam Bou Hadjar                                                                                  |
| N96            | 1980           | 82 km     | N22 à Oued El Hallouf - Sidi Ben Adda - Aïn Témouchent - Aghlal - Aoubellil - Sidi Daho - Sidi Ali Boussidi - N7 à 3 km Sud de Sidi Lahcene                                                                                             |
| N96A           | 2002           | 46 km     | Beni Saf - El Amria |
| N97            | 1980 puis 2018 | 173 km    | Arzew - Alaimia - Ras Ain Amirouche - Sig - Chorfa - Boudjebaa El Bordj - Sidi Hamadouche - Sidi Daho Ezair - Ain Nekrouf (Ain Nehala) - Ouled Mimoun                                                                                   |
| N98            | 1980 puis 1999 | 59 km     | Ghazaouet - Zenata - Hennaya |
| N99            | 1980 puis 1989 | 158 km    | Ghazaouet - Nedroma - Maghnia - Beni Boussaïd - El Aricha |
| N99A           | 1989           | 4 km      | N99 au nord de Nedroma - N98 |
| N100           | 1989 puis 2002 | 108 km    | N77A au sud de Ferdjioua - Aïn Trik - Bouhatem - Chelghoum Laïd - Teleghma - Ouled Hamla - Aïn M'lila - Aïn Kercha - Aïn Fakroun |

### Routes nationales 101 à 125
| Numéro         | Date | Longueur | Parcours                                                                                   |
| -------------- | ---- | -------- | ------------------------------------------------------------------------------------------ |
| N101           | 2002 | 58,5km   | Aïn Témouchent - Oued Berkeche - Sidi Lahcene                                              |
| N102           | 2002 | 57km     | N10 (Ouest de Aïn Beida) - Tamlouka - Oued Zenati                                          |
| N103           | 2007 | 79,8km   | Ras El Oued - Bir Kasdali - Khellil - Beni Hocine - Bougaa - Talaifacene                   |
| N103A (ex W64) | 2007 | 22km     | Sidi Embarek - Bir Aïssa - Ras El Oued                                                     |
| N104           | 2007 | 103km    | Aïn El Hadjar (Saïda) - Moulay Larbi - Marhoum - Bir El Hammam - Ras El Ma                 |
| N105           | 2007 | 43,5km   | Zeghaïa (Mila) - Djimla (Jijel)                                                            |
| N106           | 2007 | 67km     | Bordj Bou Arreridj - Medjana - Teniet En Nasser                                            |
| N107           | 2011 | 390km    | Ghardaïa (Metlili) - Brezina - El Bayadh                                                   |
| N108           | 2011 | 73,7km   | Oran (El Kerma) - Hammam Bouhadjar - Aïn Témouchent                                        |
| N109           | 2011 | 107,5km  | El Kheiter (El Bayadh) - Marhoum - Teghalimet (Sidi Bel Abbes)                             |
| N110           | 2011 | 106km    | Béchar - Taghit                                                                            |
| N111           | 2011 | 80,5km   | El Bayadh - Sidi Abderahmane (Tiaret)                                                      |
| N114           | 2024 | 55,9km   | N3 - Boumia - Boulhilat - Aïn Kercha                                                       |
| N115           | 2024 | 52,8km   | Boulefreis - Aïn Zitoun - N32                                                              |
| N116           | 2024 | 49km     | N46B - Lioua - Ouled Djellal                                                               |
| N117           | 2024 | 103,5km  | Bir el-Ater - El Ogla - Tlidjène - Cheria - Guorriguer - Dhalâa                            |
| N117A (ex W1)  | 2024 | 23km     | Bir el-Ater - Frontière algéro-tunisienne                                                  |
| N118           | 2018 | 402km    | N6B à 25 km au sud d'El Bnoud (El Bayadh) - Timimoun                                       |
| N119           | 2018 | 80km     | N6A entre Bougtob et El Bayadh - Mecheria                                                  |
| N120           | 2018 | 108km    | Layoune (Tissemsilt) - Hassi Fedoul - Ksar Chellala - Zmalet Emir Abdelkader               |
| N121           | 2018 | 153km    | Zeribet El Oued (Biskra) - Debila (El Oued)                                                |
| N122           | 2018 | 36km     | N97 à 5 km au sud de Sig - El Gaada - Ain El Berd (Sidi Bel Abbes)                         |
| N123           | 2023 | 290km    | N124 à El Allia (Ouargla) - M'Rara - Djamaa (El Meghaiar) - Frontière tunisienne (El Oued) |
| N124 (ex W33)  | 2023 | 216km    | N1 à Berriane - El Guerrara - El Allia - El Hadjira - N3                                   |
| N125 (ex W8)   | 2023 | 49km     | N4 à Boumedfaa - Tamesguida - N1 entrée nord de Médéa                                      |

### Routes nationales 126 à 127
| Numéro        | Date | Longueur | Parcours                                                    |
| ------------- | ---- | -------- | ----------------------------------------------------------- |
| N126 (ex W56) | 2023 | 48km     | N14 à Bir Ould Khelifa - Oued Djemaa - N60 à 3 km de Derrag |
| N127 (ex W19) | 2023 | 73km     | N14 à 10 km de Layoune - Aziz - N1 à Ksar El Boukhari       |